# Candice Alley
Candice Alley, pseudonimo di Candice Marie Giannarelli (Melbourne, 23 giugno 1982), è una cantautrice australiana.

## Biografia
Di origini italiane, Candice Alley ha firmato un contratto discografico con la Universal Music Group all'età di diciotto anni. A maggio 2013 ha pubblicato il suo primo singolo Falling, che ha raggiunto la 5ª posizione della ARIA Singles Chart e la 15ª in Nuova Zelanda e che ha ricevuto una candidatura agli ARIA Music Awards 2003 e agli APRA Music Awards 2004. È stato certificato disco d'oro grazie a 35 000 copie vendute, risultando il 55º brano più venduto dell'anno nel paese. Il secondo singolo, Dream the Day Away, ha esordito in 45ª posizione in Australia mentre il suo album di debutto, intitolato Colorblind, è uscito a settembre 2003 e si è piazzato in 64ª posizione nel medesimo paese. Nel 2004 ha lasciato la sua casa discografica a causa dello scarso controllo che aveva sulla sua carriera. Il secondo album eponimo è uscito nel 2007 ed è stato promosso da Before You Go, che ha raggiunto il 16º posto in madrepatria.

## Vita privata
La cantante si è sposata nel 2007 con Grant Hackett, con cui ha avuto due gemelli. I due hanno divorziato nel 2013.

## Discografia

### Album in studio
- 2003 – Colorblind
- 2009 – Candice Alley

### Singoli
- 2003 – Falling
- 2003 – Dream the Day Away
- 2007 – Before You Go
- 2007 – I Belong